# Мала Іванівка (село)
Мала́ Іва́нівка — село в Україні, у Христинівській міській громаді Уманського району Черкаської області. Розташоване за 15 км на північний схід від міста Христинівка. Населення становить 30 осіб.

## Галерея

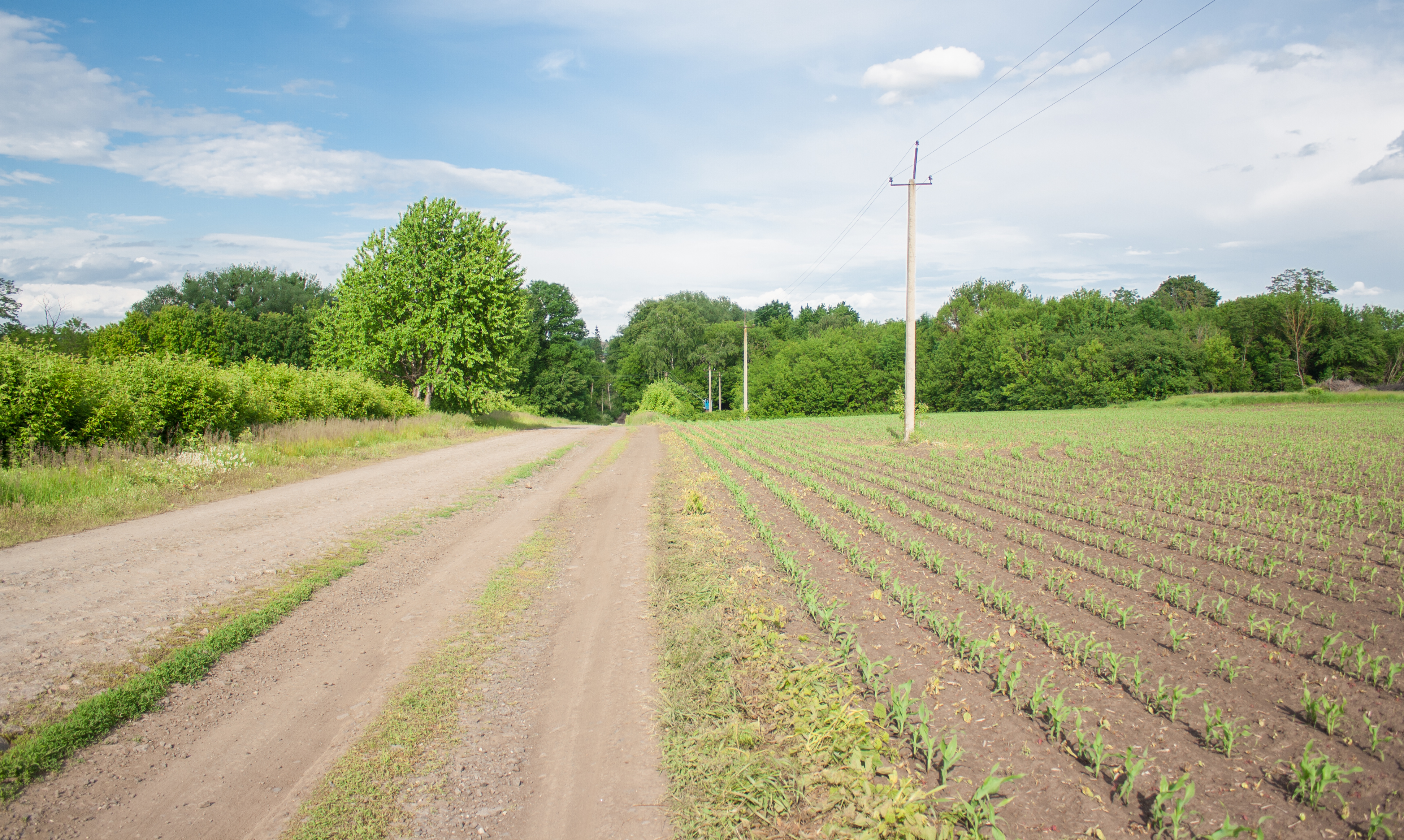
В'їзд у село
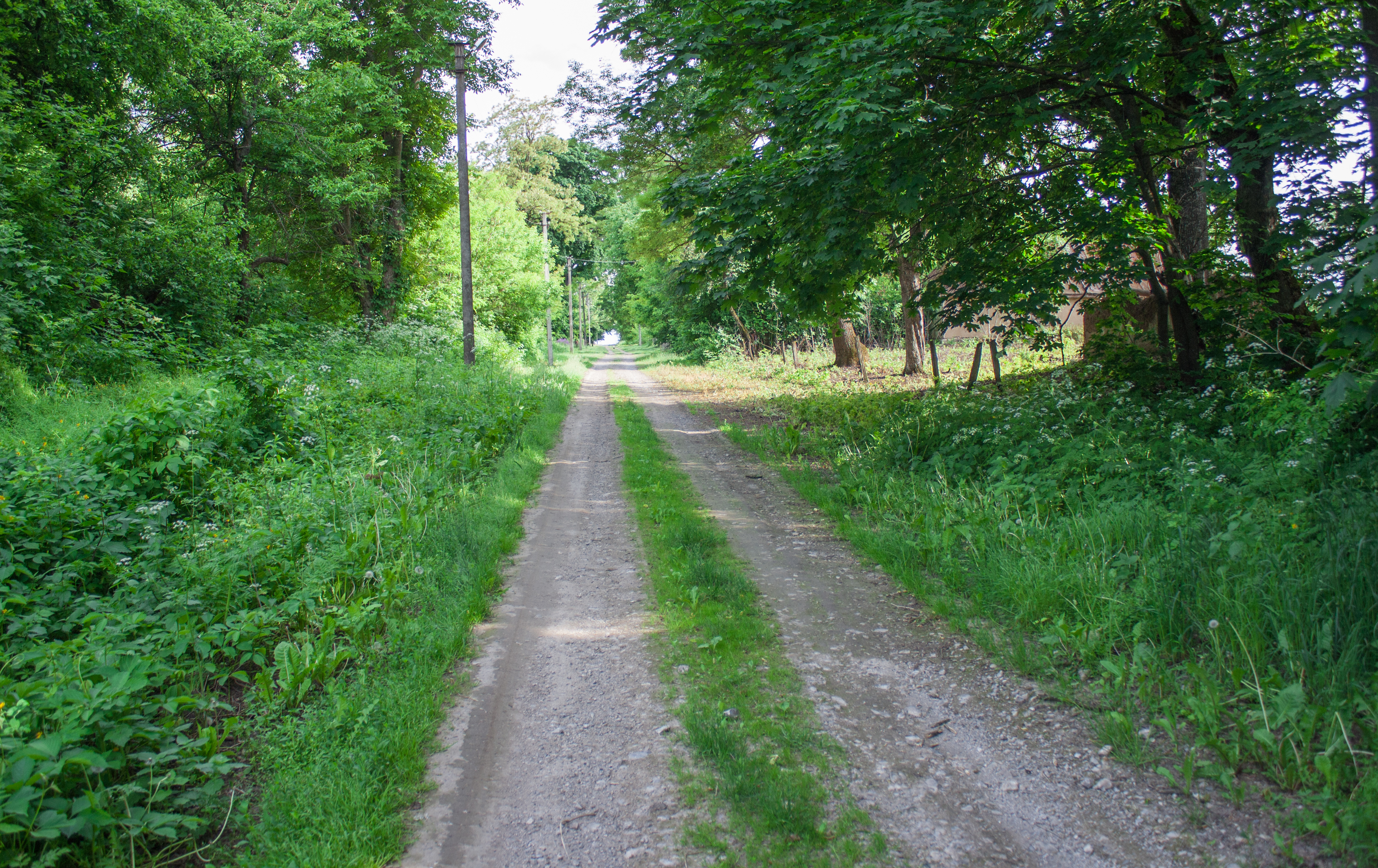
Головна вулиця